# Impatiens korthalsii
Impatiens korthalsii är en balsaminväxtart som beskrevs av Friedrich Anton Wilhelm Miquel. Impatiens korthalsii ingår i släktet balsaminer, och familjen balsaminväxter. Inga underarter finns listade i Catalogue of Life.